# أندرياس بيك (مستكشف)
أندرياس بيك (بالنرويجية: Andreas Beck) (و. 1864 – 1914 م) هو مستكشف نرويجي، ولد في بالسفيورد، شارك في بعثة أمندسن، توفي عن عمر يناهز 50 عاماً.